# خوان کارلوس تابیو
خوان کارلوس تابیو (به اسپانیایی: Juan Carlos Tabío) کارگردان و فیلم‌نامه‌نویس کوبایی است. فیلم‌اش توت‌فرنگی و شکلات (۱۹۹۴) به کارگردانی او و توماس گوییرز آلئا، برنده خرس نقره‌ای، جایزه ویژه هیئت داوران چهل و چهارمین جشنواره فیلم برلین شده‌است. فیلم دیگر او لیست انتظار در سال ۲۰۰۰، در بخش جایزه برای کارهای نو و نگاهی نو در جشنواره فیلم کن نمایش داده شده‌است.